# Château du Verger (Gestel)
Le château du Verger est un édifice situé à Gestel, en France.

## Situation
Le château est situé sur le territoire de la commune de Gestel, au lieu-dit le Verger, dans le département du Morbihan, en région Bretagne.

## Description
Le château date du XIXe siècle, construit selon un plan en L très peu saillant avec un corps de logis principal double en profondeur à étage carré et étage de comble couvert d'un toit à croupe et un corps latéral couvert d'un toit en pavillon. Les deux corps de bâtiment présentent une élévation ordonnancée. Seule l'échauguette sur l'angle est en pierre de taille, le reste de l'édifice est enduit. Toiture  à longs pans recouverte d'ardoises. Escalier dans-œuvre : escalier tournant à retours avec jour ; en maçonnerie.

## Histoire
Le château se situe à quelques mètres au nord-ouest du manoir du Verger, il est édifié vers le milieu du XIXe siècle, dans un style néogothique. Une échauguette sur l'angle sud-est du château est ajoutée entre 1867 et 1870 par l'architecte quimpérois Joseph Bigot. Des armes non identifiées sont sculptées au-dessus de la porte d'entrée, celle-ci est surmontée d'une accolade ornée de choux frisés et d'un fleuron.
Il est inscrit à l'inventaire général du patrimoine culturel.